# Independent (religion)
Pour les articles homonymes, voir Independent.
Dans l'ancienne histoire du christianisme de l'Angleterre, les Independents réclamaient le contrôle local des affaires religieuses par les congrégationalistes. Ainsi, ils réclamaient qu'il n'y ait aucune autre hiérarchie géographique, ni ecclésiastique ni politique.
Les Independents atteignent leur apogée entre 1642 et 1660 durant la première révolution anglaise ainsi que l'interrègne anglais. La New Model Army devient la championne de la défense des vues des Independents contre l'anglicanisme ou le catholicisme prônés par les Royalists et le presbytérianisme prôné par le Parlement lui-même.